# Friedrich Lux (Komponist)

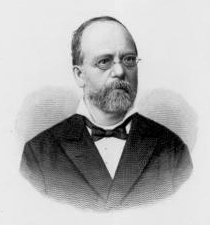
Friedrich Lux

Adolph Friedrich Lux (* 24. November 1820 in Ruhla; † 9. Juli 1895 in Mainz) war ein deutscher Komponist, Organist und Dirigent.

## Werdegang

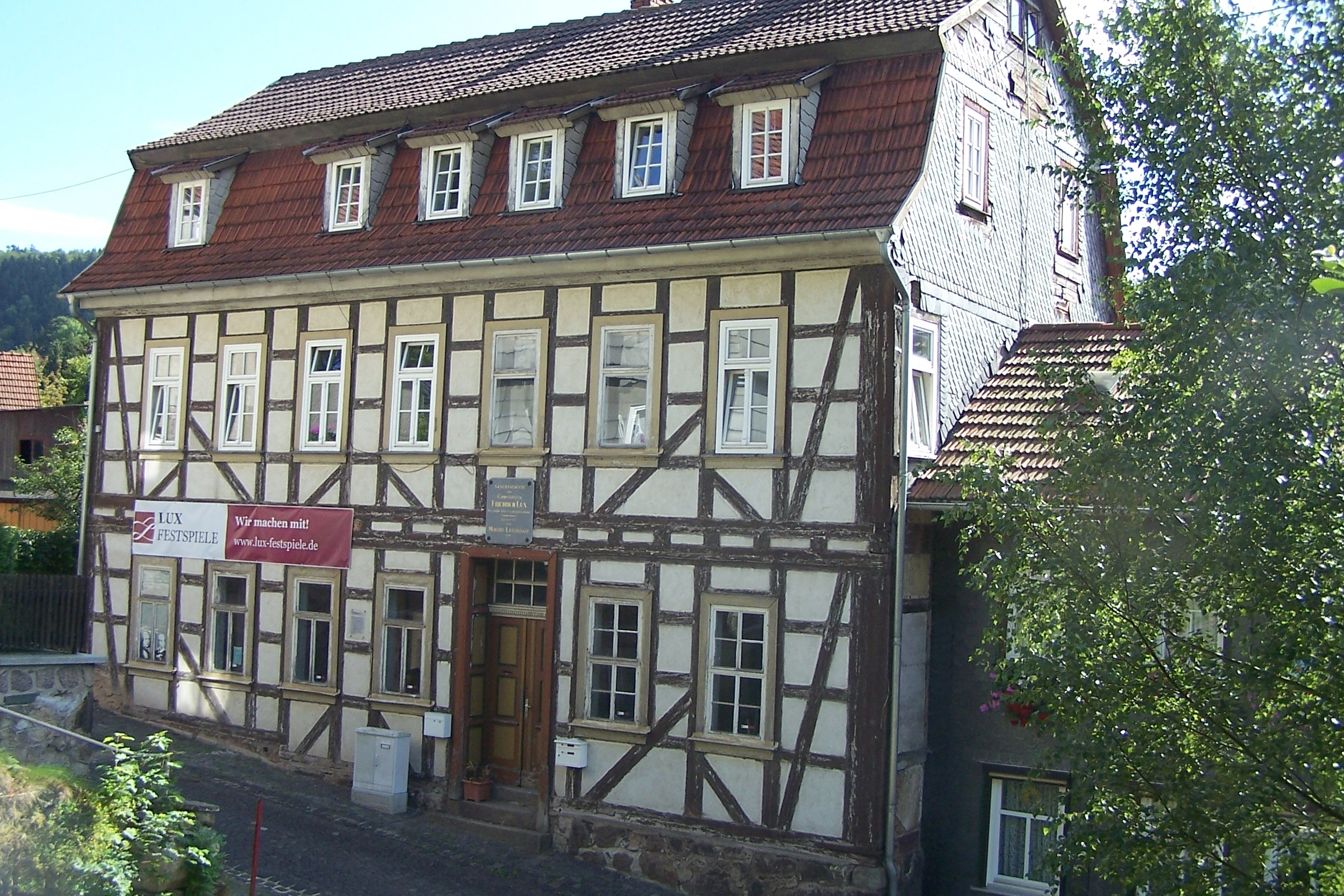
Friedrich Lux’ Geburtshaus

Friedrich Lux’ Vater, Georg Heinrich Lux (1779–1861), war Komponist und Organist. Er gab seinem Sohn erste Musikstunden, späterer Lehrer Friedrichs war Friedrich Schneider in Dessau.
Am Dessauer Hoftheater erhielt Friedrich Lux 1841 die Stelle des Musikdirektors. Im Stadttheater Mainz arbeitete er ab 1851 als Kapellmeister. Im Jahre 1864 wurde Friedrich Lux Musikdirektor und Dirigent der Mainzer Liedertafel.
Als Chorleiter in Mainz führte er Werke wie Paulus, Messiah und die Matthäuspassion auf. Zu Lebzeiten galt Lux als einer der bedeutendsten Orgelvirtuosen im südwestdeutschen Raum.

## Werke
Die romantische Oper Der Schmied von Ruhla auf einen Text von Ludwig Bauer schrieb Friedrich Lux in Mainz, wo sie 1882 uraufgeführt wurde. Mit großem Erfolg folgten weitere Aufführungen auf über mehr als 30 Bühnen, darunter Straßburg, Chemnitz und Basel.
Weitere große Werke sind die komische Oper Die Fürstin von Athen (UA Mainz 1896) und Durch Nacht zum Licht, eine Symphonie über protestantische Choräle. Darüber hinaus schrieb Friedrich Lux eine Missa brevis, Festouvertüren, zahlreiche Orgelstücke, drei Streichquartette und ein Klaviertrio sowie zahlreiche Chorwerke für unterschiedliche Stimmen. Nach seinem Tode geriet Lux’ Musik allmählich in Vergessenheit, fand aber bis in die Mitte des 20. Jahrhunderts noch durchaus prominente Fürsprecher. Vor allem der Musikforscher Wilhelm Altmann machte sich für den Komponisten stark und lobte insbesondere dessen Kammermusik. In jüngerer Zeit zeigt sich wieder ein stärkeres Interesse an den Werken von Friedrich Lux. So organisiert der Lux-Festspielverein in seiner Heimatstadt Ruhla und der Wartburgregion in Thüringen seit 2011 Konzertreihen und seit 2013 die Lux-Festspiele. Auch liegt beim Verein eine erste Version für ein aktualisiertes Werkverzeichnis vor. Ausführlichere Untersuchungen zu seinem Schaffen stehen jedoch noch aus.
Nicht vollständige Liste mit Werken:

### Werke mit Opuszahl
- Opus 21 – Krönungs-Marsch für Orchester (1861)
- Opus 29 – Concert-Fantasie über „O sanctissima“ für Orgel
- Opus 32 – Romanze aus der Oper „Casilda“ von Ernst II. Herzog von Sachsen-Coburg-Gotha für Orgel
- Opus 33 – Concertstück über das Gebet aus Webers Freischütz für Orgel
- Opus 52 – Concert-Variationen über ein Thema (The Harmonious Blacksmith) von Händel für Orgel
- Opus 53 – Concert-Fantasie über Martin Luthers Choral „Ein' feste Burg“ für Orgel
- Opus 55 – Grosser religiöser Marsch zur Eröffnung von Kirchenfeierlichkeiten für Orgel
- Opus 56 – Concert-Fuge für Orgel
- Opus 57 – Lied ohne Worte (Canon) für Orgel
- Opus 58 – Quartett für 2 Violinin, Viola und Violoncell (d-Moll)
- Opus 59 – Hymne: „Ertöne, feiernder Gesang“ für Sopransolo, Männerchor und Orgel
- Opus 60 – Andante über die Choralmelodie „Wie schön leucht't uns der Morgenstern“ für Orgel und Violoncello oder Horn
- Opus 61 – Concertstück für Orgel, 2 Hörner und 3 Posaunen
- Opus 63 – Geistliches Lied ohne Worte für Orgel
- Opus 64 – Fantasie pastorale (Concertstück) für Orgel
- Opus 72 – Missa brevis et solemnis, für Soli und Chor mit Begleitung von Orchester und Orgel (Harmonium)
- Opus 72a – Benedictus aus Missa brevis et solemnis für Sopransolo und achtstimmigen Frauenchor mit Begleitung von Orgel oder Harmonium
- Opus 75 – Fantasie über Mozart's Weihelied „Brüder, reicht die Hand zum Bunde“

### Werke ohne Opuszahl
- Canon in Gegenbewegung über „Allein Gott in der Höh sei Ehr“ für Orgel
- Drei Choral-Fantasieen zum Gebrauch bei Kirchenfeierlichkeiten und in Concerten für Orgel
1. Choral: Gott des Himmels und der Erden
2. Choral: Aufersteh'n, ja aufersteh'n
3. Choral: Ehre sei Gott in der Höh'
- Fantasie über Motive aus der Oper „Das Kätchen von Heilbronn“ von Reinthaler für Orgel (Harmonium), Pianoforte und Violine oder Violoncello
- Paraphrase über das Gebet aus Webers Freischütz für Orgel (Harmonium), Pianoforte und Cello

### Bearbeitungen für Orgel
- Adagio von Louis Spohr
- Concert in D dur von Händel
- Drei Stücke aus Händels „Messias“ in Form einer Sonate
- Variationen aus Joseph Haydn's Kaiserquartett
- Marsch aus der 1. Suite opus 113 von Franz Lachner
- Einleitung zum 3. Akt der „Meistersinger von Nürnberg“ von Richard Wagner
- Meditation über Johann Sebastian Bachs 1. Präludium von Ch. Gounod für die Orgel allein
- Siebzig ausgewählte Orgelstücke von Ch.H. Rinck für Orgel ohne Pedal (Harmonium) eingerichtet und mit Fingersatz versehen

### Bearbeitungen für Orgel mit Begleitung anderer Instrumente
- Andante aus Beethovens Sonate op. 14 no. 2 für Orgel (Harmonium), Pianoforte und Cello
- Benedictus aus Beethovens „Missa solemnis“ für Orgel (Harmonium), Pianoforte und Violine
- Bitten von L. von Beethoven für drei Männerstimmen (2 Tenöre und 1 Bass) mit Orgel- oder Harmoniumbegleitung
- Die Ehre Gottes aus der Natur von L. von Beethoven für Männerchor mit Begleitung vom Orgel oder Blasinstrumenten
- Hymne an die Jungfrau von Franz Schubert, für Orgel (Harmonium), Cello und Harfe (Pianoforte)
- Lieder von Franz Schubert für Orgel (Harmonium), Pianoforte und Violoncello oder Violine
Heft 1. Am Meer
Heft 2. Lob der Thränen
Heft 3. Ständchen
Heft 4. Frühlingsglaube, Heidenröslein, Rastlose Liebe
Heft 5. Lied der Mignon, Wasserfluth, Frühlingssehnsucht
- Lieder von Franz Schubert für Orgel (Harmonium) und Pianoforte
Heft 1. Das Fischermädchen, Auf dem Wasser, Geheimes
Heft 2. Du bist die Ruhe, Jägers Abendlied, Ave Maria
- Opferlied von L. von Beethoven für vierstimmigen Männerchor mit Begleitung von Trompeten, Hörnern und Posaunen oder Pianoforte oder Orgel
- Vorspiel und Quintett aus dem 3. Act der „Meistersinger von Nürnberg“ von R. Wagner, für Orgel (Harmonium), Pianoforte, Violine und Cello